# Gallinago media

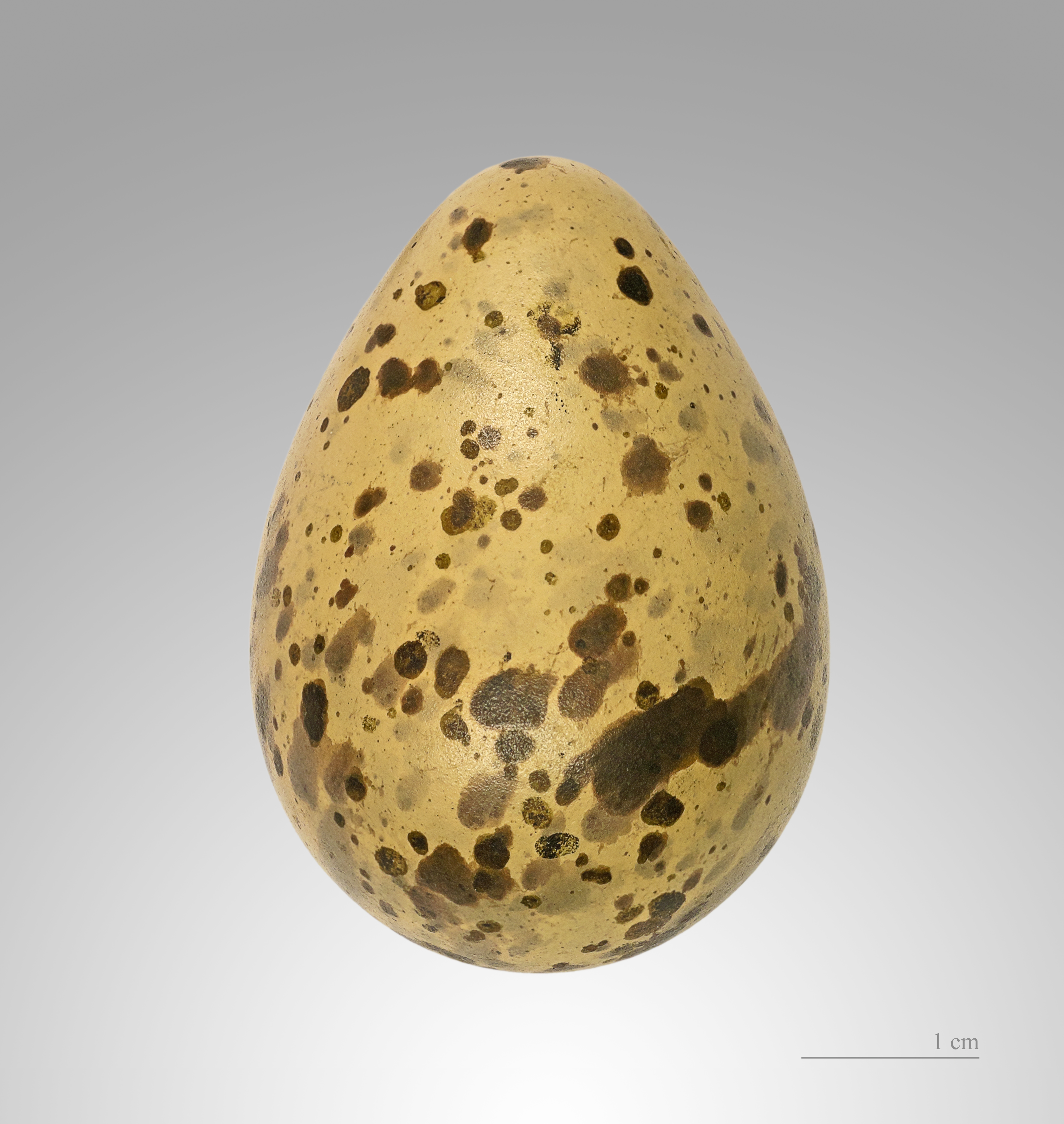
Gallinago media

Gallinago media là một loài chim trong họ Scolopacidae.